# Баден
Ба́ден (нем. Baden) — регион (страна, край) на юго-западе современной Германии, ныне часть государства (федеральной земли) Баден-Вюртемберг. 
Сейчас административным центром региона является город Карлсруэ.

## История
После утверждения господства франков над баденскими землями аламаннов между последними стали распространять христианство. Неоднократные попытки восстановить независимость герцогства (страны, края), особенно в правление герцога Готфрида, от которого ведет своё происхождение Баденский дом, не имели успеха. Пипин Короткий в 748 году упразднил герцогство Аламаннию, но потомки Готфрида, Герольд и его сын Бертольд, ещё оставались ландграфами в Бааре. Последующая история упоминает о Гебхарде, графе Брейсгауском и потомке одного из баарских Бертольдов. Это был отец герцога Бертольда, который построил в Брейсгау замок Церинген, и с которого начинается непрерывный ряд государей Церингенского дома.
Позже Баден был государством Священной Римской империи Германской нации. Он образовался на месте Брейсгау — средневекового графства в Швабии. С 1112 года правители Бадена из династии Церингенов стали называться маркграфами.
Около сотни лет спустя, по церковным причинам, Баденская земля была разделена на две части. Одна часть, называемая Баден-Баден, стала католической, а другая — Баден-Дурлах — протестантской.
В 1771 году после угасания старшей линии Баден-Бадена произошло объединение земель под контролем Баден-Дурлахского маркграфа Карла Фридриха.
В 1803 году правитель Бадена стал одним из немногих курфюрстов Священной Римской империи. Однако это выдающееся право длилось только в течение трех лет, до падения империи в августе 1806 года, спустя восемь месяцев после сокрушительного сражения под Аустерлицем.
В том же году курфюршество превратилось в великое герцогство и обогатилось дополнительной территорией. Конституция была принята 22 августа 1818 года. По конституции 1818 года государство — ограниченная монархия.
С 1871 года Баден вошёл в состав Германской империи.
После Ноябрьской революции 1918 года и свержения монархии была образована «Свободная республика Баден» («Freie Volksrepublik Baden»). До марта 1933 года высшая власть в Бадене принадлежала выборному государственному президенту, с мая 1933 года — назначенному из Берлина имперскому наместнику (рейхсштатгальтеру).
После 1945 года до основания Федеративной Республики Германия северный Баден входил в американскую оккупационную зону, южный — во французскую. В 1952 году после референдума состоялось объединение Бадена с Вюртембергом.
В честь Бадена назван астероид (333) Бадения, открытый в 1892 году.

## Крупные города
- Карлсруэ
- Маннгейм
- Гейдельберг
- Фрайбург
- Констанц
- Пфорцгейм
- Баден-Баден
- Раштатт
- Оффенбург